# إسماعيل الفروجي
إسماعيل الفروجي (14 مايو 1963-) مغني وملحن وعازف عراقي اشتهر خلال فترة نهاية الثمانينات و التسعينات.

## مشواره الفني
ولد في منطقة الكرادة الشرقية في ناحية الرصافة من بغداد.
تخرج من كلية الفنون الجميلة - قسم الفنون الموسيقية وكانت بدايته الفنية عام 1989 عندما انضم إلى فرقة صديقه الموسيقار رائد جورج حيث قدم مجموعة من الأغاني في ألبوم حمل اسم «رائد جورج»، مثل أغنية يا بنية ووالله احبج وأغنية يا قلبي.
قام بالتلحين لعدة فنانين منهم عادل عكله.
أصدر عام 1990 ألبومه الأول الذي حمل عنوان (دوس على قلبك)، وكان ذلك بمثابة نقطة الانطلاق الحقيقية له، حيث لاقى ذلك الألبوم نجاحا، وكان الباب الذي دخل به إلى عالم الشهرة
عام 1992 أصدر الألبوم الثاني والذي حمل عنوان (حايرة) حقق فيه نجاحاً، وقام بتصوير (أغنية تريديني ما اغار)، ثم قام بإصدار ألبوم الثالث له وهو (حبيبتي أنت وبس) عام 1993 والذي ظهر فيه نضوجه الفني والموسيقي بصورة كبيرة، ومن ثم توالت ألبوماته مثل (شمعنى أنت) و(يا الحبيبه) عام 1994، وأصدر فيما بعد ألبومي (قسمة ونصيب) عام 1998 و(خمرة الحب) عام 2000. وهو من أول الفنانين الشباب الذين أدخلوا (الراب) في الأغنية العراقية

### إصابته أثناء حرب الخليج الثانية
وفي عام 1991 قامت حرب الخليج الثانية فاستدعي إلى الخدمة العسكرية وأصيب خلالها

### مغادرته للعراق
تنقل بين دول عديدة مثل الولايات المتحدة الأمريكية وأستراليا والأردن لكنه استقر في تورنتو كندا وحصل على الجنسية الكندية

### حياته الأسرية
تزوج من سيدة عراقية رزق منها بابنتين ثم انفصل عنها بعد ثلاثة عشر عاما رزق منها بابنه مصطفى 

## ألبومات
| الألبوم        | العام | المنتج      |
| -------------- | ----- | ----------- |
| دوس على قلبك   | 1991  |             |
| حبيبتي إنت وبس | 1993  |             |
| شمعنى أنت      | 1994  |             |
| ويا الحبيبة    | 1994  |             |
| قسمة ونصيب     | 1998  |             |
| خمرة الحب      | 2000  | ميوزيك بوكس |

## أغاني مصورة
| الأغنية                    | المخرج         | العام |
| -------------------------- | -------------- | ----- |
| تسأليني                    |                | 1992  |
| مجبور                      |                | 1992  |
| يا جبار                    |                | 1992  |
| بالج تتكبرين               |                | 1993  |
| مساء العاشقين              | هشام خالد      | 1994  |
| يالحبيبة                   | كريم حمزة      | 1994  |
| شمعنى أنت                  | كريم حمزة      | 1994  |
| لا تلوموني                 | هشام خالد      | 1994  |
| من جان يصدك                | هشام خالد      | 1993  |
| لو يسمعوني هلي             | هشام خالد      | 1994  |
| ساعاتك أنته                | صفاء الياسري   | 1997  |
| غيار                       |                | 1996  |
| تسأليني                    | رأفت البدر     | 2014  |
| تذكرين                     | أحمد منادي     | 2017  |
| حبك مع نور الزين و علي بدر | رأفت البدر     | 2018  |
| بعد وكت                    | سوران علي شريف | 2018  |

## تكريمات
- العراق:تكريمه في يوم تكريم الفنان العراقي الكبير ناظم الغزالي[5]
- العراق:وسام الإبداع من ملتقى الاذاعيين والتلفزيونيين العراقيين.[5]

## وصلات خارجية
الموقع الخاص بالفنان إسماعيل الفروة جي